# Přírodovědné muzeum ve Vídni
Přírodovědecké muzeum ve Vídni (německy Naturhistorisches Museum in Wien, zkratka NHMW) patří mezi největší a nejvýznamnější světová muzea a jde o největší muzeum v Rakousku.
Muzeum bylo vybudováno (podle projektu Gottfrieda Sempera a Karla von Hasenauera) jako stánek pro uložení, uchování a prezentaci obrovských sbírek dosud shromážděných v C.-k. dvorním kabinetu přírodnin. Otevřeno bylo 10. srpna roku 1889.

## Historie

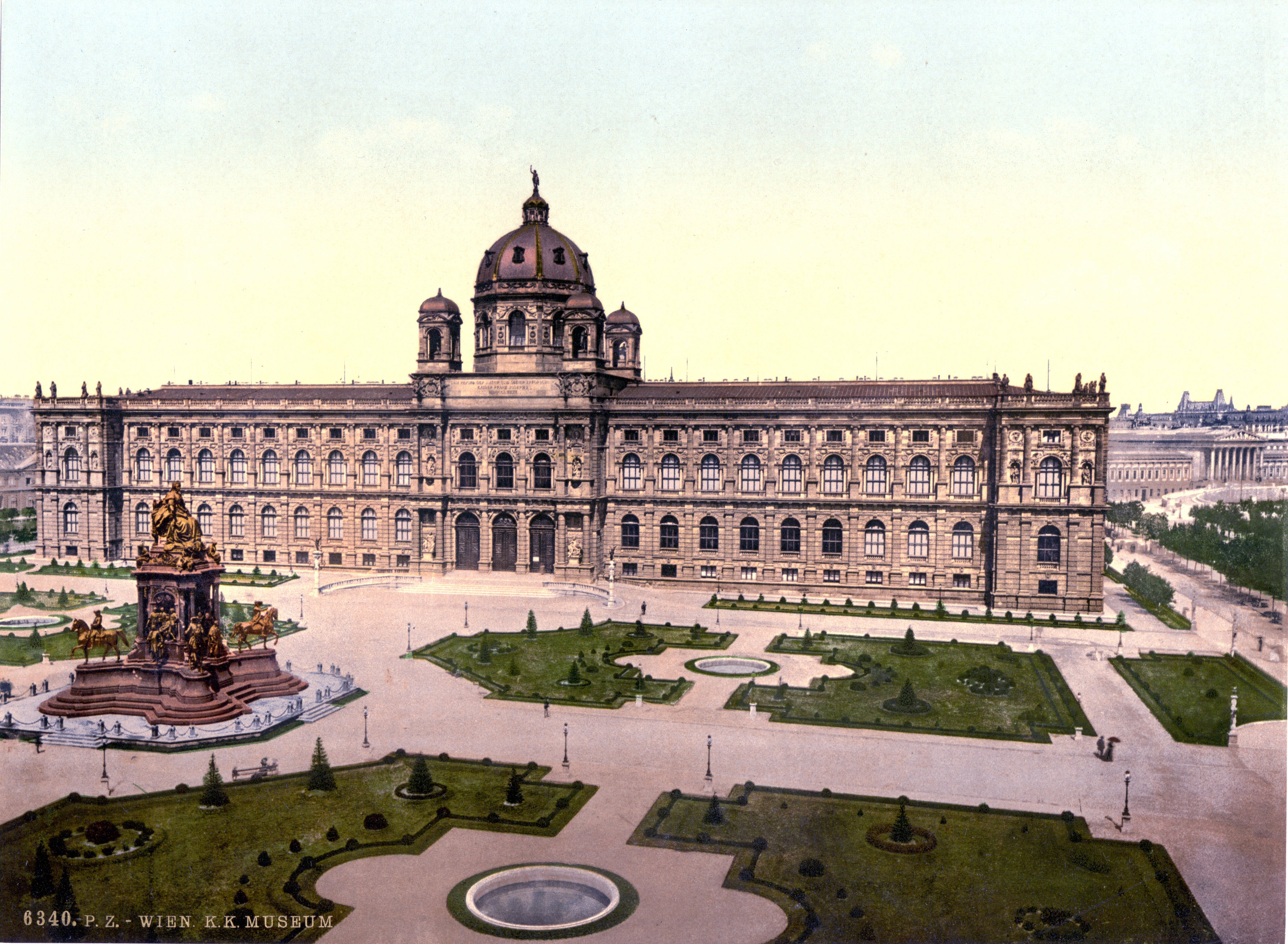
Muzeum s parkem k Uměleckohistorickému muzeu na Ringstraße, vzadu budova Parlamentu (kolem roku 1900

Asi v roce 1750 koupil císař František I. Štěpán Lotrinský, manžel Marie Terezie, v té době největší sbírku přírodnin od Florenťana Johanna von Baillou (1679–1758). Jádro sbírky tvořilo cca 30 000 předmětů, mezi tím schránky vzácných plžů, lastury, koráli stejně jako cenné drahé kameny a minerály. Již tehdy byla sbírka uspořádána podle vědeckých kritérií.
Časem nabyla sbírka takového rozsahu, že prostory vyčleněné v Hofburgu přestaly dostačovat.
Když bylo v roce 1857 zbořeno době neodpovídající opevnění města, již se záměrem na jeho místě vybudovat okružní třídu (Wiener Ringstraße), byl zde naplánován i muzejní areál – budovy dvou velkých muzeí, Uměleckohistorického a Přírodovědeckého, oddělených parkem. Obě budovy byly postaveny podle projektu Gottfrieda Sempera a Karla von Hasenauera. Stavební práce byly zahájeny v roce 1871 a 10. srpna roku 1889 císař František Josef I. obě muzea slavnostně otevřel.
V období holokaustu byly sbírky muzea zmnoženy předměty pocházejícími z arizovaného židovského majetku. Dodnes jsou ve sbírkách exponáty, jež byly původně v držení židovským majitelů; navrácení dědicům a pozůstalým v restitučních řízeních probíhá od konce 90. let minulého století.
V roce 1996 byl uzavřen tzv. Rassensaal, diskutabilní antropologická expozice.
Od června roku 2003 je ředitelem Univ. Prof. Dr. Bernd Lötsch. V prosinci 2009 byl generálním ředitelem jmenován Univ. Prof. Dr. Christian Köberl, který do úřadu nastoupil 1. července 2010.
V dozorčí radě jsou: Univ. Prof. Ddr. Roland Albert, Mag. Christa Bock, Mag. Christian Cap, Manfred Christ, Gerhard Ellert, Monika Gabriel, Ing. Walter Hamp, MR DI Michael Hladik a Mag. Dr. Angela Julcher.

## Budova

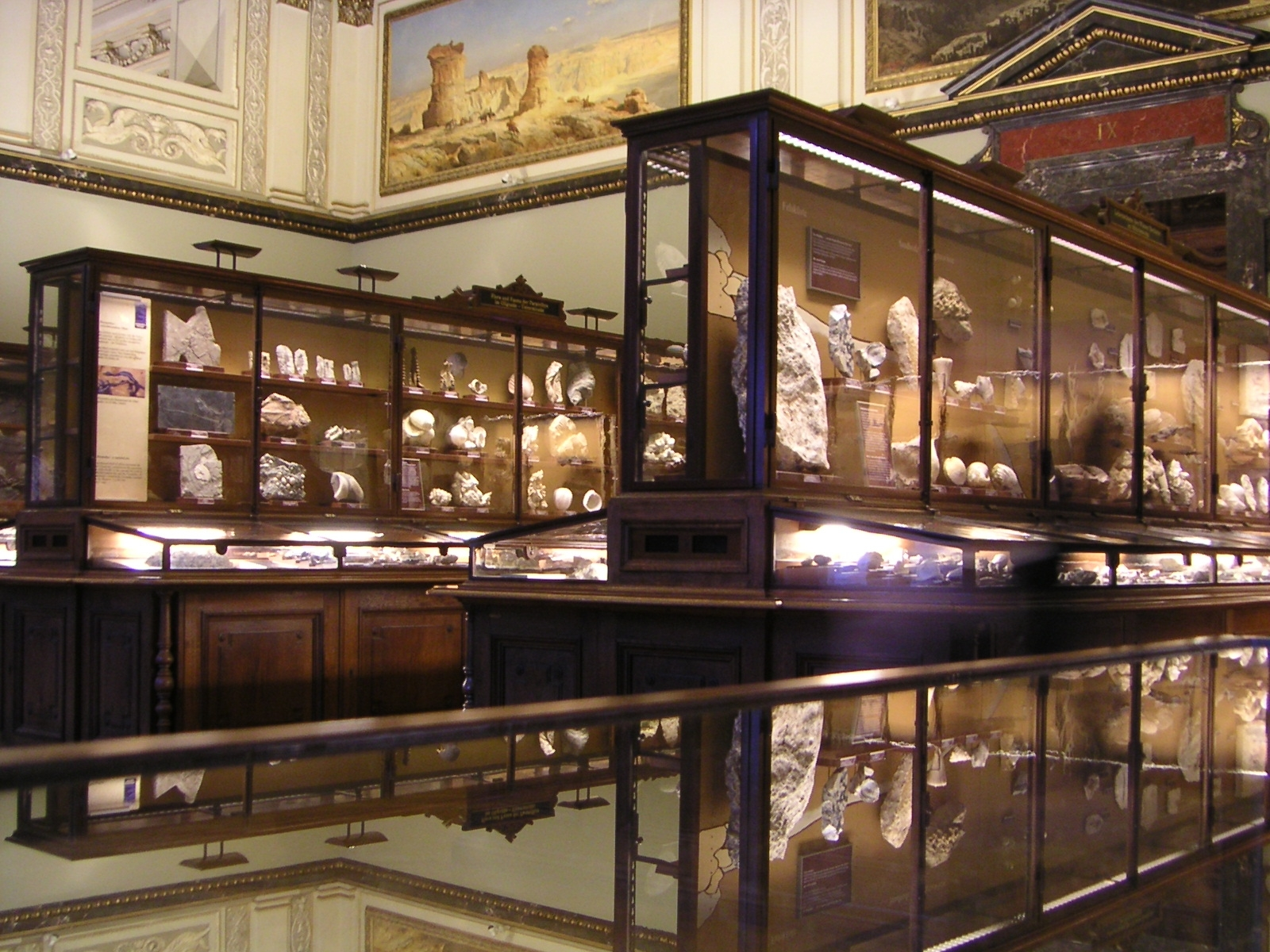
Výstavní prostor s fosiliemi

Střed budovy tvoří 60 m vysoká kupole, jež nese sochu řeckého boha Hélia, na schodišti pak jsou umístěny sochy proslulých vědců. Fasáda a štuková výzdoba interiéru mají znázornit vývoj světa, stejně jako více než 100 olejomaleb slavných malířů s motivy ze světa vědy.

## Oddělení
- Mineralogicko-petrografické oddělení
- Geologicko-paleontologické oddělení
- Botanické oddělení
- 1. Zoologické oddělení (obratlovci)
- 2. Zoologické oddělení (hmyz)
- 3. Zoologické oddělení (bezobratlí)
- Oddělení archeologické biologie a antropologie
- Prehistorické oddělení
- Oddělení krasové a výzkumu jeskyň
- Oddělení ekologie
- Archiv historie vědy

### Mineralogicko-petrografické oddělení
Vedoucí: Robert Seemann

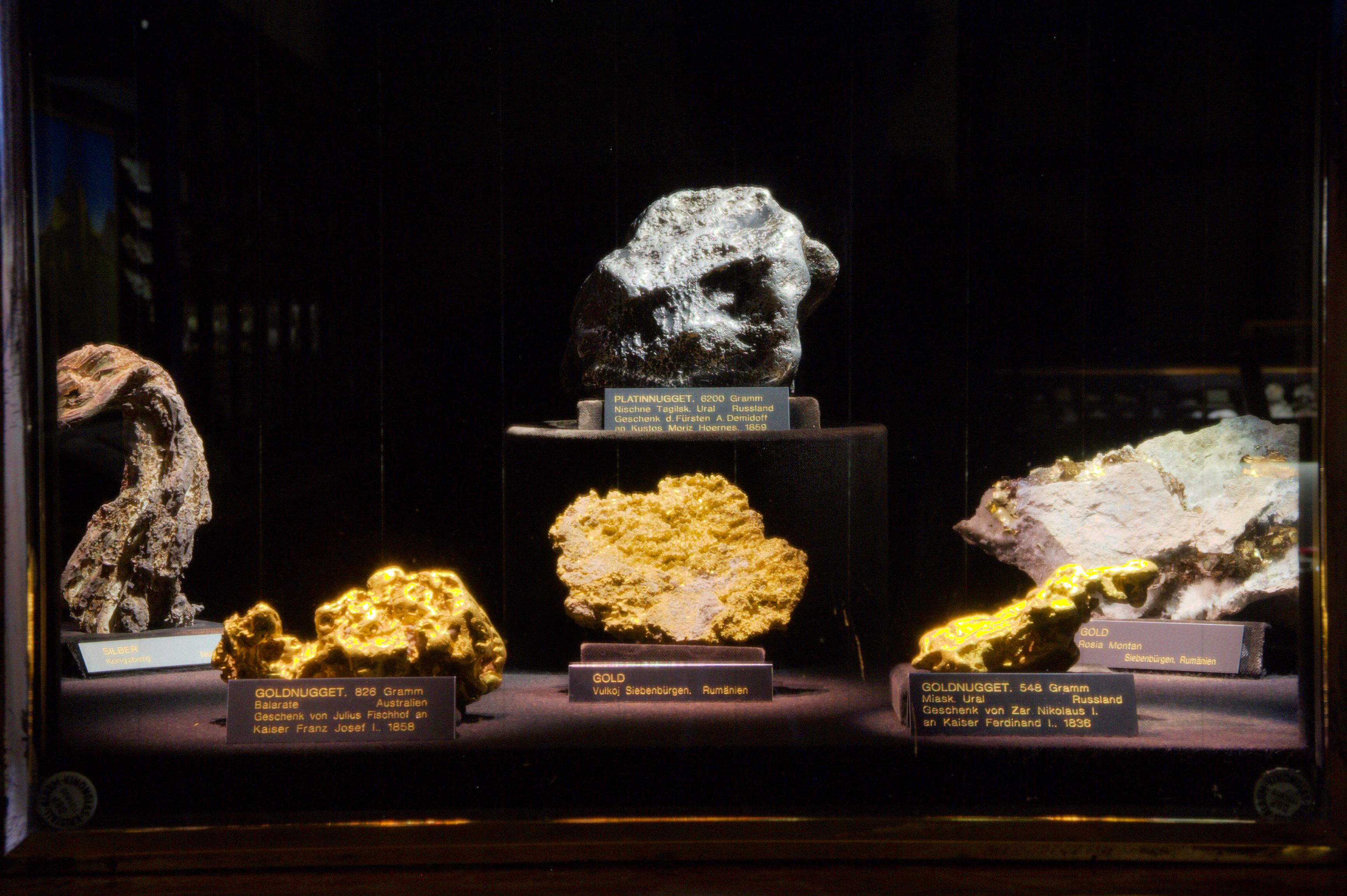
Zlato, nuggety

Cca 150 000 evidovaných předmětů, zhruba 15 % z nich vystaveno.
Pozoruhodná je sbírka meteoritů, zahrnující zlomky četných historicky i vědecky významných meteoritů. Ve sbírce je např. největší ze cca 300 stonařovských meteoritů (6 kg), které 22.5.1808 spadly u obce Stonařov (německy Stannern) blízko Jihlavy. Tato sbírka je nejen jedna z největších svého druhu na světě, ale i nejstarší - byla "založena" v roce 1778. Kurátorem sbírky je Dr. Franz Brandstätter.
V sále č. IV mineralogického oddělení se nachází další pozoruhodnost muzea, lze zde najít kytici z drahých kamenů, kterou měla nechat zhotovit v polovině 18. století císařovna Marie Terezie pro svého milovaného manžela Františka Štěpána. Kytice sestává z 2 100 diamantů a 761 dalších drahokamů a polodrahokamů, jež vytvářejí 61 květů a 12 rozličných živočichů. Listy jsou z původně zeleného hedvábí, které již ovšem silně vybledlo.

### Geologicko-paleontologické oddělení
Vedoucí: Mathias Harzhauser

#### Paleozoikum
V sále č. VII je prezentováno převážně období prvohor. K vrcholu prezentace náleží např. rekonstrukce lesa z období karbonu s věrnými replikami a modely zvířat, nebo diorama skaliska z období siluru.

#### Sál ještěrů

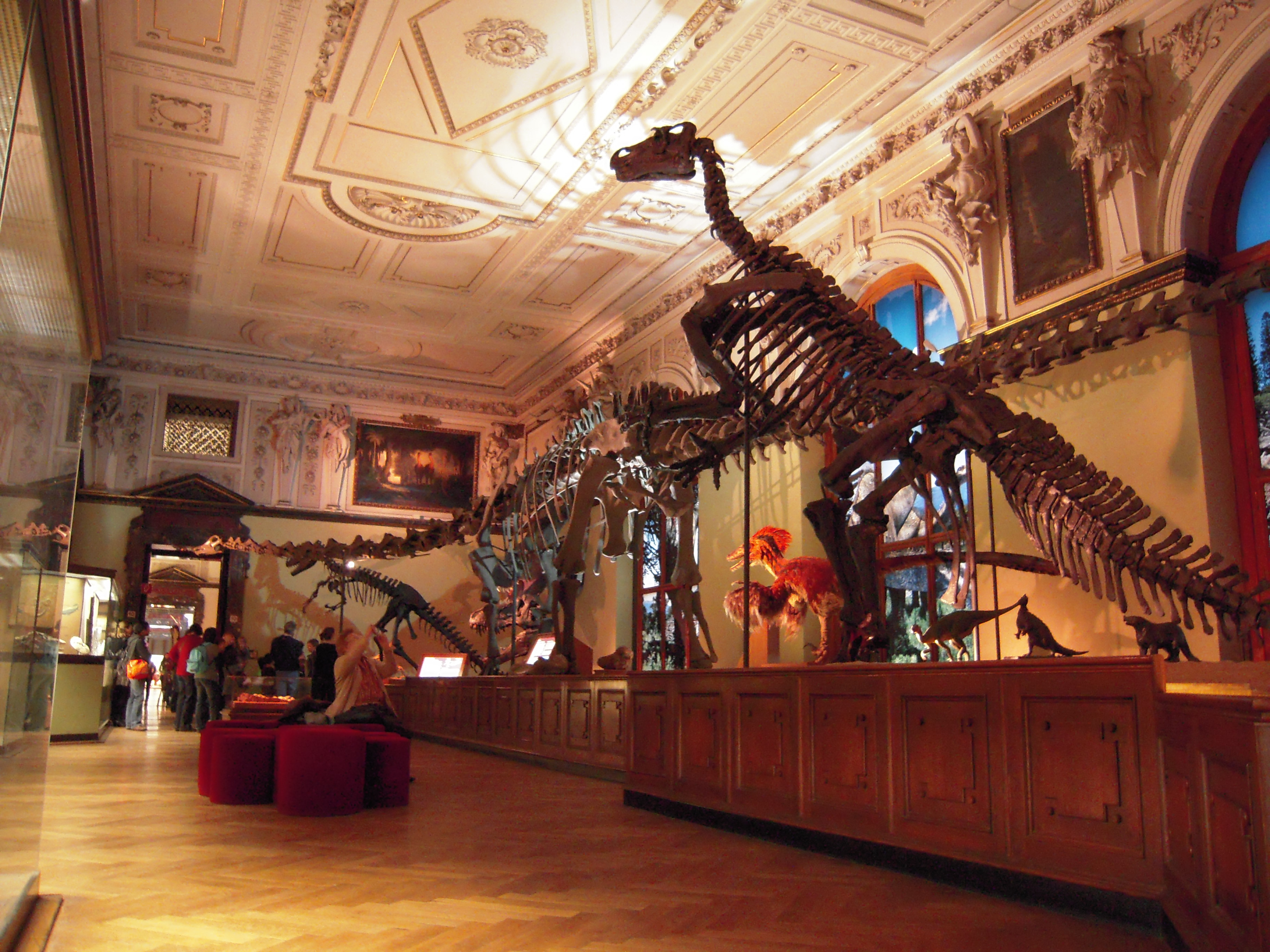
Sál ještěrů

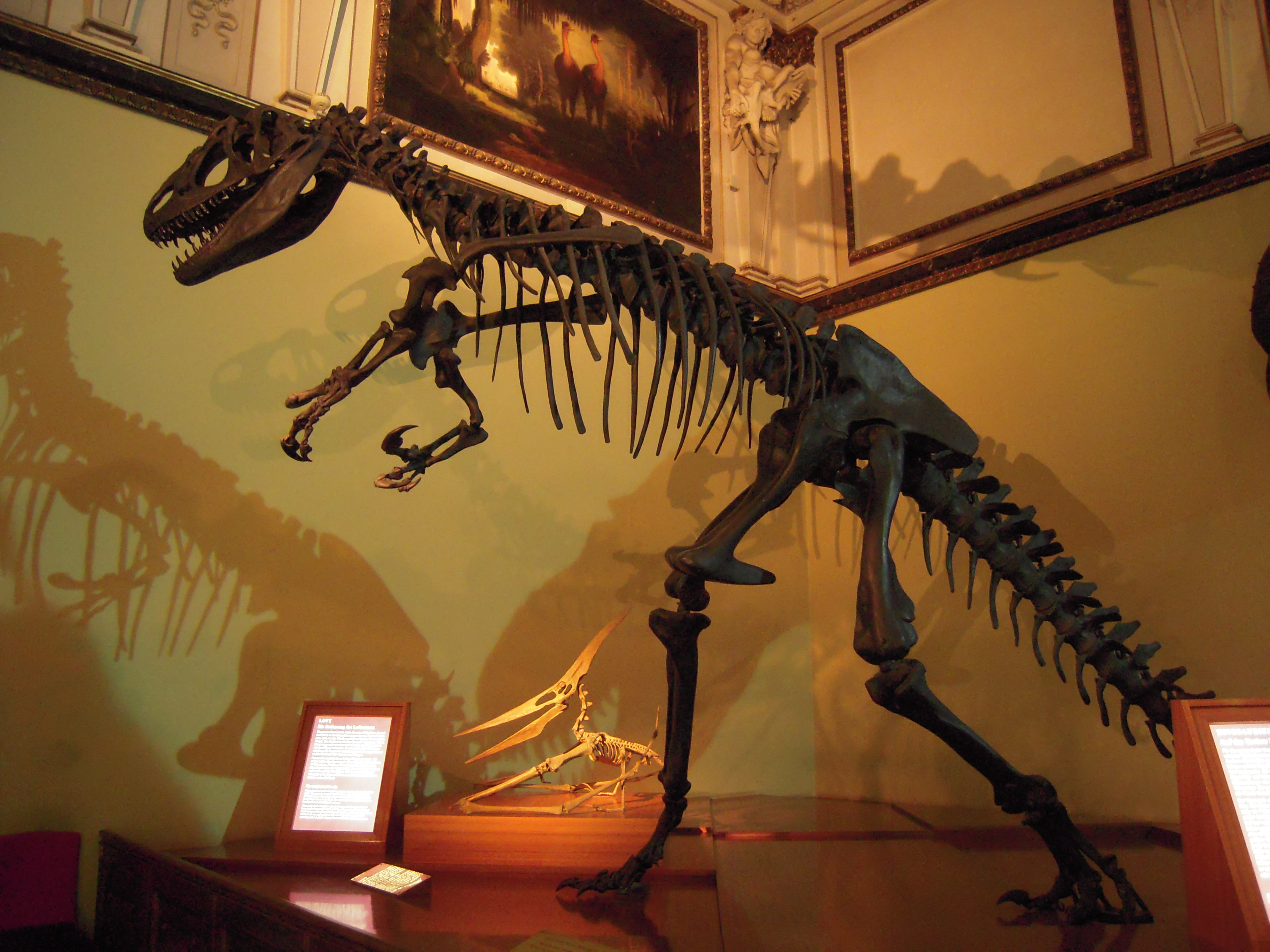
Rekonstrukce kostry dravého dinosaura druhu Allosaurus fragilis

V sále ještěrů se nacházejí tři kostry velkých dinosaurů (přestože dinosauři mezi ještěry ve skutečnosti nepatřili):
teropod rodu Allosaurus, sauropod rodu Diplodocus a ornitopod rodu Iguanodon, vedle nich pak řada dalších menších exponátů.

#### Kenozoikum
Sál č. IX je věnován především kenozoiku, spojeného především s vyhynutím dinosaurů a jiných plazů, jejichž kostry jsou zde vystaveny vedle dalších fosilií, a to i z okolí Vídně.

#### Chodby ve zvýšeném přízemí
V muzeu jsou k vidění četné rekonstrukce koster zvířat, jež žily v poslední době ledové, např. mamut, šavlozubý tygr nebo medvěd jeskynní a řada dalších, jež jsou vystaveny na chodbách zvýšeného přízemí muzea.

### Botanické oddělení
Vedoucí: Ernst Vitek
sbírky:
- herbarium fanerofytů: ca 4 000 000 ks
- herbarium tajnosnubných rostlin: ca 1 500 000 ks
- sbírka dřev: ca 6 500 ks
- alkoholové preparáty: ca 2 000 sklenic
- sbírka plodů a semen
- rozsivky
- rukopisy a originální etikety

### 1. zoologické oddělení (obratlovci)
Vedoucí: Ernst Mikschi
Oddělení je jedním z největších a nejvýznamnějších sbírek obratlovců na světě.
sbírky: kolem 800 000
- sbírka ryb
  - 500 000 alkoholových preparátů
  - 1 800 skeletů
  - 2 000 preparátů
- herpetologická sbírka (obojživelníci a plazi)
  - 200 000 alkoholových preparátů
  - 6 000 skeletů
- sbírka ptáků
  - 90 000 vycpanin
  - 10 000 preparátů
  - 7 000 skeletů
  - 10 000 vajec
  - 1 000 hnízd
- sbírka savců
  - 70 000 předmětů
- archeologicko-zoologická sbírka
  - 350 archeologických nálezových komplexů
  - 350 skeletů
  - 1 300 lebek
- molekulární systematika
  - 9 000 tkáňových a krevních vzorků

### 2. zoologické oddělení (hmyz)

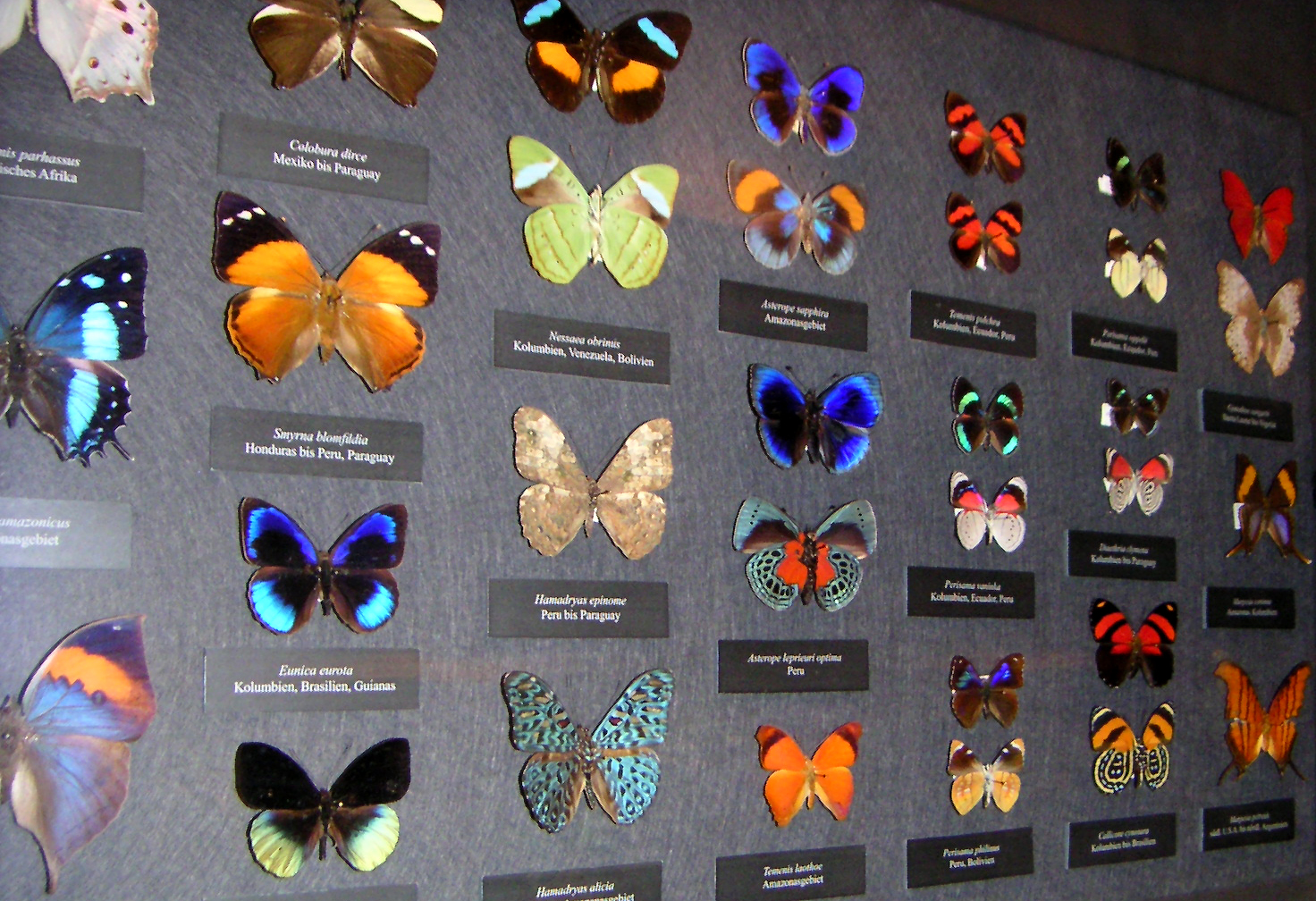
Sbírka motýlů

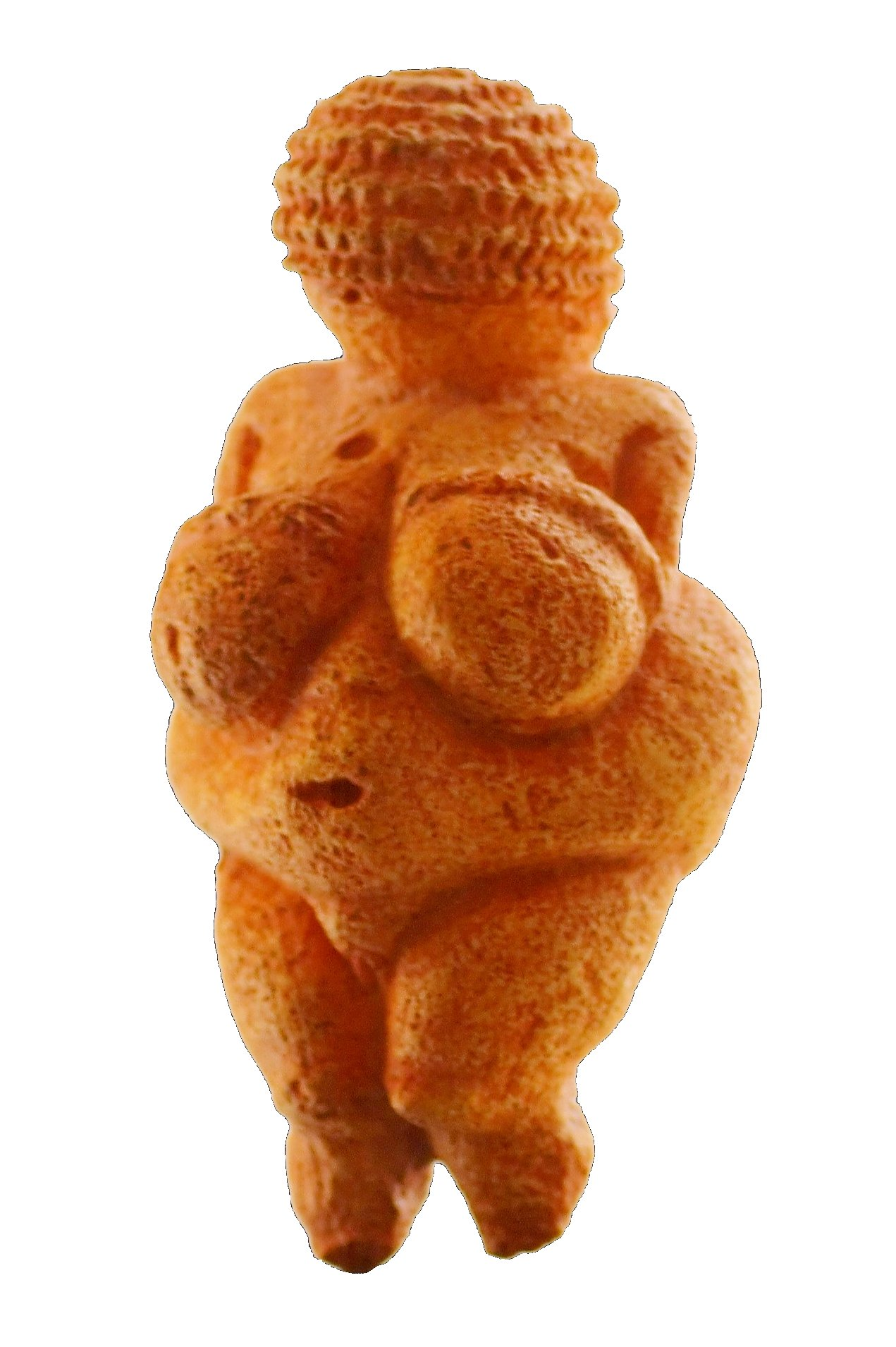
Willendorfská venuše

Vedoucí: Martin Lödl

### 3. zoologické oddělení (bezobratlí)
Vedoucí: Helmut Sattmann

### Anthropologické oddělení
Vedoucí: Maria Teschler-Nicola
sbírky:
- osteologická sbírka (kostry; ca 40 000 předmětů)
- stomatologická sbírka (ca 2 600 předmětů)
- sbírka rentgenových snímků (přes 1 500 snímků)
- sbírka odlitků (ca 2 000 předmětů)
- fotoarchiv (přes 50 000 inventárních čísel, z toho ca 8000 skleněných desek)

### Prehistorické oddělení
Vedoucí: Anton Kern
Sbírky jsou tvořeny předměty z následujících období:
- Paleolit (např. Willendorfská venuše)
- Neolit
- Doba bronzová
- Doba železná (např. obrovský soubor z eponymní lokality Hallstatt

Vzhledem k tomu, že muzeum soustřeďovalo sbírky z celé rakousko-uherské monarchie, jsou ve zdejších depozitářích uloženy nálezové fondy i z prostoru českých zemí. Mezi nimi nejvýznamnější je nálezový soubor z halštatského období z výzkumu Jindřicha Wankla v jeskyni Býčí skála u Adamova nebo část keltského Duchcovského pokladu.

### Oddělení krasové a výzkumu jeskyň
Vedoucí: Rudolf Pavuza

### Oddělení ekologie
Vedoucí: Claudia Roson

### Archiv historie vědy
Vedoucí: Christa Riedl-Dorn
Archiv je rozdělen na pět oddělení s více než milionem předmětů:
1. archiv dokumentace, sbírka a dokumentace historie muzea
2. dopisy a pozůstalosti
3. obrazy (malby, akvarely, grafika, kresby)
4. sbírka historických fotografií a skleněných negativů
5. trojrozměrné prameny (tiskařské štočky, psací stroje, fotoaparáty, busty etc.)